# Myro
Myro es un género de arañas araneomorfas de la familia Desidae. Se encuentra en  Nueva Zelanda, Tasmania e islas del sur del Océano Índico.

## Lista de especies
Según The World Spider Catalog 12.0:
- Myro jeanneli Berland, 1947
- Myro kerguelenensis O. Pickard-Cambridge, 1876
- Myro maculatus Simon, 1903
- Myro marinus (Goyen, 1890)
- Myro paucispinosus Berland, 1947
- Myro pumilus Ledoux, 1991
- †Myro extinctus Petrunkevitch, 1958
- †Myro hirsutus Petrunkevitch, 1942